# Roger Neilson
Pour les articles homonymes, voir Neilson.
Temple de la renommée : 2002
Roger Paul Neilson (né le 16 juin 1934 à Toronto en Ontario au Canada - mort le 21 juin 2003) est un entraîneur canadien de hockey sur glace. Il a entraîné dix équipes de la Ligue nationale de hockey, tous en tant qu'entraîneur-chef à l'exception des Blues de Saint-Louis. En 2003, il meurt d'un cancer de la peau et des os. En 2002, il est admis au Temple de la renommée du hockey comme bâtisseur.

## Biographie
Il commence sa carrière d'entraîneur avec les Petes de Peterborough dans l'Association de hockey de l'Ontario, ancêtre de la Ligue de hockey de l'Ontario. Il y resta pendant dix ans en tant qu'entraîneur-chef. Ensuite, il entraîna une première équipe professionnel, les Black Hawks de Dallas de la Ligue centrale de hockey. Dès l'année suivante, il entraîna une première équipe de la Ligue nationale de hockey, les Maple Leafs de Toronto en tant qu'entraîneur-chef pendant deux ans. Il reçut ensuite le poste d'entraîneur assistant des Sabres de Buffalo avant de devenir entraîneur-chef pendant un an l'année suivante. L'année suivante, il devint entraîneur assistant des Canucks de Vancouver, mais remplaça l'entraîneur-chef la même année puis resta à ce poste encore deux ans avant de se faire renvoyer à mi-saison, mais alla prendre le même poste avec les Kings de Los Angeles. L'année suivante, il devint entraîneur assistant avec les Blackhawks de Chicago, il devint ensuite coentraîneur pendant un an avant de redevenir entraîneur adjoint. Ensuite, pendant quatre ans, il est entraîneur-chef des Rangers de New York, puis deux ans avec les Panthers de la Floride. Il rejoint ensuite les Blues de Saint-Louis pendant trois ans, il s'agit de la seule équipe dont il n'a jamais été entraîneur-chef. En 1997, il devient entraîneur-chef des Flyers de Philadelphie pendant trois ans avant de joindre les Sénateurs d'Ottawa en tant qu'entraîneur adjoint, puis entraîneur-chef et de nouveau entraîneur adjoint. C'est durant cette dernière année qu'il meurt d'un cancer.

## Statistiques
| Saison    | Équipe                 | Ligue |    | PJ | V  | N  | D | Pr.                         | Séries éliminatoires |
| 1966-1967 | Petes de Peterborough  | OHA   |    |    |    |    |   |                             |                      |
| 1967-1968 | Petes de Peterborough  | OHA   | 54 | 13 | 30 | 11 | 0 |                             |                      |
| 1968-1969 | Petes de Peterborough  | OHA   | 54 | 27 | 18 | 9  | 0 |                             |                      |
| 1969-1970 | Petes de Peterborough  | OHA   | 54 | 29 | 13 | 12 | 0 |                             |                      |
| 1970-1971 | Petes de Peterborough  | OHA   | 62 | 41 | 13 | 8  | 0 |                             |                      |
| 1971-1972 | Petes de Peterborough  | OHA   | 63 | 34 | 20 | 9  | 0 |                             |                      |
| 1972-1973 | Petes de Peterborough  | OHA   | 63 | 42 | 13 | 8  | 0 |                             |                      |
| 1973-1974 | Petes de Peterborough  | OHA   | 70 | 35 | 21 | 14 | 0 |                             |                      |
| 1974-1975 | Petes de Peterborough  | OHA   | 70 | 37 | 20 | 13 | 0 |                             |                      |
| 1975-1976 | Petes de Peterborough  | OHA   | 66 | 18 | 37 | 11 | 0 |                             |                      |
| 1976-1977 | Black Hawks de Dallas  | LCH   | 76 | 35 | 25 | 16 | 0 | Éliminés au premier tour    |                      |
| 1977-1978 | Maple Leafs de Toronto | LNH   | 80 | 41 | 29 | 10 | 0 | Éliminés au troisième tour  |                      |
| 1978-1979 | Maple Leafs de Toronto | LNH   | 62 | 24 | 27 | 11 | 0 | Remplacé en cours de saison |                      |
| 1980-1981 | Sabres de Buffalo      | LNH   | 80 | 39 | 20 | 21 | 0 | Éliminés au deuxième tour   |                      |
| 1981-1982 | Canucks de Vancouver   | LNH   | 5  | 4  | 0  | 1  | 0 | Finalistes                  |                      |
| 1982-1983 | Canucks de Vancouver   | LNH   | 80 | 30 | 35 | 15 | 0 | Éliminés au premier tour    |                      |
| 1983-1984 | Canucks de Vancouver   | LNH   | 48 | 17 | 26 | 5  | 0 | Remplacé en cours de saison |                      |
| 1983-1984 | Kings de Los Angeles   | LNH   | 28 | 8  | 17 | 3  | 0 | Non qualifiés               |                      |
| 1989-1990 | Rangers de New York    | LNH   | 80 | 36 | 31 | 13 | 0 | Éliminés au deuxième tour   |                      |
| 1990-1991 | Rangers de New York    | LNH   | 80 | 36 | 31 | 13 | 0 | Éliminés au premier tour    |                      |
| 1991-1992 | Rangers de New York    | LNH   | 80 | 50 | 25 | 5  | 0 | Éliminés au deuxième tour   |                      |
| 1992-1993 | Rangers de New York    | LNH   | 40 | 19 | 17 | 4  | 0 | Remplacé en cours de saison |                      |
| 1993-1994 | Panthers de la Floride | LNH   | 84 | 33 | 34 | 17 | 0 | Non qualifiés               |                      |
| 1994-1995 | Panthers de la Floride | LNH   | 48 | 20 | 22 | 6  | 0 | Non qualifiés               |                      |
| 1997-1998 | Flyers de Philadelphie | LNH   | 21 | 10 | 9  | 2  | 0 | Éliminés au premier tour    |                      |
| 1998-1999 | Flyers de Philadelphie | LNH   | 82 | 37 | 26 | 19 | 0 | Éliminés au premier tour    |                      |
| 1999-2000 | Flyers de Philadelphie | LNH   | 82 | 45 | 22 | 12 | 3 | Éliminés au troisième tour  |                      |
| 2001-2002 | Sénateurs d'Ottawa     | LNH   | 2  | 1  | 1  | 0  | 0 | Remplacé en cours de saison |                      |